# Eberhard II. von Waldburg zu Zeil und Wurzach

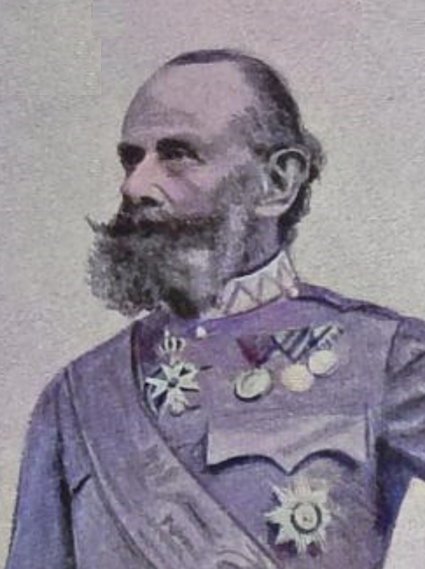
Fürst Eberhard II. von Waldburg zu Zeil und Wurzach um 1900

Eberhard II. von Waldburg-Zeil-Wurzach, vollständiger Name: Eberhard II. Franz Leopold Maria Fürst von Waldburg-Zeil-Wurzach (* 17. Mai 1828 in Wurzach; † 1. August 1903 in Kisslegg) war von 1865 bis 1903 der vierte und letzte Fürst von Waldburg-Zeil-Wurzach, sowie ab 22. April 1871 Senior des fürstlichen Gesamthauses Waldburg und als solcher Reichserboberhofmeister des Königreichs Württemberg.

## Leben
Er war der zweite Sohn der Fürsten Leopold von Waldburg-Zeil-Wurzach (1795–1861) und der Gräfin Josepha Fugger von Babenhausen (1798–1831). Als Angehöriger der Österreichischen Armee besaß Fürst Eberhard II. den Rang eines Majors. Eberhard II. hatte den Titel des Fürsten von seinem älteren Bruder Karl (1825–1907) nach dessen Verzicht im Jahre 1865 geerbt. Von 1864 bis 1869 war er Mitglied in der Kammer der Reichsräte im Königreich Bayern. Eberhard II. trat 1865 zudem als Standesherr in die Erste Kammer der Württembergischen Landstände ein und nahm bis 1891 auch persönlich an den Sitzungen teil. Dabei war er von 1877 bis 1880  Stimmführer des Fürsten zu Löwenstein-Wertheim-Freudenberg. Seit 1893 ließ sich Fürst Eberhard II. im Landtag vertreten durch den Fürsten zu Löwenstein-Wertheim-Freudenberg, danach ab 1895 durch den Fürsten zu Hohenlohe-Waldenburg-Schillingsfürst.
Als Fürst Eberhard II. Anfang der 1870er Jahre ins Auge fasste, seinen Wohnsitz von Wurzach nach Kißlegg zu verlegen, erwarb er nach und nach die einzelnen Anteile an der Hundswiese sowie die Gärten nördlich des Schlosses. Schon vor seinem Einzug ins Schloss im September 1876 hatte er im April desselben Jahres einen gewissen Joseph Kieferle von Mengen zum Hofgärtner bestellt. Ziel war die Anlage eines herrschaftlichen Gemüsegartens mit Gewächshaus und eines großzügigen Schlossparks.
Zuletzt war Fürst Eberhard II. Senior des Gesamthauses Waldburg, womit die Würde eines Reichserboberhofmeisters des Königreichs Württemberg verbunden war. Mit dem Tod Eberhards II. 1903 starb die Linie Waldburg-Zeil-Wurzach im Mannesstamm aus. Seit 1903 trug Fürst Wilhelm von Waldburg-Zeil (1835–1906) auch den Titel eines Fürsten von Waldburg-Zeil-Wurzach.
1870 wurde ihm das Großkreuz des Ordens der Württembergischen Krone verliehen.

## Ehe und Nachkommen
Er war zweimal verheiratet. Mit seiner ersten Ehefrau Sophie, Gräfin Dubsky, Freiin von Trebomyslic (1835–1857), hatte er eine, mit seiner zweiten Ehefrau Julia, Gräfin Dubsky, Freiin von Trebomyslic (1841–1914),, der Schwester seiner ersten Frau, fünf Töchter:
- Marie Eugenie Sophie Xaverine Gisella Gräfin von Waldburg-Zeil-Wurzach (1857–1924), heiratete 1882 Karl von Waldburg-Zeil, seit 1885 Graf von Waldburg-Syrgenstein, und nach dessen Tod in zweiter Ehe den österreichischen Diplomaten Karl Heidler von Egeregg (* 1848; † 1917), Sohn des Medizinprofessors Karl Heidler von Egeregg
- Xaveria Maria Juliana Gräfin von Waldburg-Zeil-Wurzach (1860–1901), heiratete 1880 Sigismund Graf von Attems (* 1840; † 1910)
- Marie Gabriele Josepha Gräfin von Waldburg-Zeil-Wurzach (1861–1941)
- Anna Maria Josepha Leopoldina Gräfin von Waldburg-Zeil-Wurzach (1862–1868)
- Franziska Seraphica Maria Assumpta Gräfin von Waldburg-Zeil-Wurzach (1863–1924)
- Elisabeth Sophia Maria Gräfin von Waldburg zu Zeil-Wurzach (1866–1950), heiratete 1889 Maximilian Graf von Moy de Sons (* 1862; † 1933)